# 陳文宏 (籃球運動員)
陳文宏（1991年7月14日—）為臺灣男子籃球運動員，場上主打小前鋒位置，現效力於台灣職業籃球大聯盟臺北台新戰神。

## 生平
陳文宏畢業於強恕高中、國立體育大學，2013年8月參加超級籃球聯賽新人選秀會但落選，兩年後獲得加盟金門酒廠的機會，2019年1月20日對戰桃園璞園建築一役繳出生涯新高得分19分，2021年7月加盟T1聯盟臺中太陽。
2023年7月4日，臺中太陽宣布與陳文宏終止合約。7月14日，臺北台新總經理林祐廷於2023年T1聯盟新人選秀會中表示陳文宏確定加入球隊。

## 外部連結
- 陳文宏在台灣職業籃球大聯盟
- 陳文宏在Eurobasket.com（球員）（英语）
- 陳文宏在Flashscore（英语）